# Diletta D'Andrea
Diletta D'Andrea (Roma, 8 de febrero de 1942-Roma, 18 de agosto de 2024) fue una actriz italiana.

## Biografía
Diletta D'Andrea debutó en el cine en 1957 en la película El Conde Max (Il Conte Max) junto a Alberto Sordi y Vittorio De Sica.
Se casó con el realizador Luciano Salce con el que tuvo en 1966 un hijo llamado Emanuele, también actor y realizador.
Conocida por se la última esposa de Vittorio Gassman, con el que se casó el 6 de diciembre de 1970, a la edad de 26 años. Con Gassman tuvo un hijo, llamado Jacopo, nacido el 26 de junio de 1980.
En 1979, ha jugado su propio personaje en la película documental de Vittorio y Alessandro Gassmann, Retrato de Vittorio Gassman , realizado para la televisión (1982).

## Teatro
- O Cesare o nessuno, de Edmund Kean, con Vittorio Gassman, Carlo Hinterman, Angela Goodwin, Franco Giacobini, Leo Gavero, Cesare Gelli, Paola Gassman, Vittorio Di Prima, Diletta D'Andrea, dirigida por Vittorio Gassman, primera representación en el teatro La Pérgola de Florencia el 4 de diciembre de 1975.

## Filmografía
- 1957 : Madame, le Comte, la Bonne et moi (Il conte Max) de Giorgio Bianchi
- 1962 : Elle est terrible (La voglia matta) de Luciano Salce
- 1963 : Hercule, Samson et Ulysse (Ercole sfida Sansone) de Pietro Francisci
- 1963 : Obiettivo ragazze de Mario Mattoli
- 1963 : Les Heures de l'amour (Le ore dell'amore) de Luciano Salce
- 1964 :Tre notti d'amore (épisode La moglie bambina de Franco Rossi)